# Championnat du Japon de football 2020
Navigation
J1 League 2019 J1 League 2021
Le championnat du Japon de football 2020 est la 55e édition de la première division japonaise, la 28e sous l'appellation J. League. Pour des raisons contractuelles, il est dénommé 2020 Meiji Yasuda J1 League. Il oppose les dix-huit meilleurs clubs du Japon en une série de trente-quatre rencontres. 
Les meilleurs de ce championnat se qualifient pour la Ligue des Champions de l'AFC. Le nombre de qualifiés en Ligue des Champions via le championnat, de trois à quatre, varie en fonction du vainqueur de la Coupe de l'Empereur.
La pandémie de Covid-19 perturbe le déroulement de la compétition qui doit s'arrêter cinq mois mais parvient à reprendre et se finir en décembre 2020. À titre exceptionnel, aucune relégation n'a lieu, portant le nombre de participants pour la saison 2021 à 20 en comptant les deux promus de J2 League 2020.

## Les clubs participants
Les 15 premiers de la J League 2019, le vainqueur du barrage promotion-relégation et les deux premiers de la J2 League 2019 participent à la compétition.
| Club                       | Dernière montée | Ville     | Classement 2019 | Entraîneur          | Depuis | Stade                          | Capacité | Nombre de saisons |
| -------------------------- | --------------- | --------- | --------------- | ------------------- | ------ | ------------------------------ | -------- | ----------------- |
| Yokohama F. Marinos        | -               | Yokohama  | 1er             | Ange Postecoglou    | 2018   | Stade Nissan                   | 72 327   | 28                |
| FC Tokyo                   | 2012            | Tokyo     | 2e              | Kenta Hasegawa      | 2018   | Stade Ajinomoto                | 49 970   | 20                |
| Kashima Antlers            | -               | Kashima   | 3e              | Antônio Carlos      | 2020   | Stade de Kashima               | 40 728   | 28                |
| Kawasaki Frontale          | 2005            | Kawasaki  | 4e              | Toru Oniki          | 2017   | Stade d'athlétisme de Todoroki | 26 232   | 16                |
| Cerezo Osaka               | 2017            | Osaka     | 5e              | Miguel Ángel Lotina | 2019   | Stade Nagai                    | 47 853   | 20                |
| Sanfrecce Hiroshima        | 2009            | Hiroshima | 6e              | Hiroshi Jofuku      | 2018   | Grande Arche d'Hiroshima       | 36 894   | 26                |
| Gamba Osaka                | 2014            | Osaka     | 7e              | Tsuneyasu Miyamoto  | 2018   | Panasonic Stadium Suita        | 39 694   | 27                |
| Vissel Kobe                | 2014            | Kobe      | 8e              | Atsuhiro Miura      | 2020   | Noevir Stadium                 | 30 132   | 22                |
| Oita Trinita               | 2019            | Ōita      | 9e              | Tomohiro Katanosaka | 2016   | Showa Denko Dome Oita          | 40 000   | 10                |
| Hokkaido Consadole Sapporo | 2017            | Sapporo   | 10e             | Mihailo Petrović    | 2018   | Dôme de Sapporo                | 41 484   | 9                 |
| Vegalta Sendai             | 2010            | Sendai    | 11e             | Takashi Kiyama      | 2020   | Yurtec Stadium Sendai          | 19 694   | 12                |
| Shimizu S-Pulse            | 2017            | Shizuoka  | 12e             | Peter Cklamovski    | 2020   | IAI Stadium                    | 20 339   | 27                |
| Nagoya Grampus             | 2018            | Nagoya    | 13e             | Massimo Ficcadenti  | 2019   | Stade Toyota                   | 45 000   | 27                |
| Urawa Red Diamonds         | 2001            | Saitama   | 14e             | Tsuyoshi Otsuki     | 2019   | Stade Saitama 2002             | 63 700   | 27                |
| Sagan Tosu                 | 2012            | Tosu      | 15e             | Tsuyoshi Otsuki     | 2019   | Ekimae Stadium                 | 24 130   | 9                 |
| Shonan Bellmare            | 2018            | Hiratsuka | 16e             | Bin Ukishima        | 2019   | BMW Stadium Hiratsuka          | 18 500   | 13                |
| Kashiwa Reysol             | 2020            | Kashiwa   | 1er             | Nelsinho Baptista   | 2019   | Hitachi Kashiwa Stadium        | 15 900   | 23                |
| Yokohama FC                | 2020            | Yokohama  | 2e              | Takahiro Shimotaira | 2019   | Nippatsu Mitsuzawa Stadium     | 15 046   | 2                 |

Légende des couleurs
- Tenant du titre et qualifié pour la phase de groupe de la Ligue des champions de l'AFC 2020
- Qualifié pour le tour préliminaire de la Ligue des champions de l'AFC 2020
- Promu de la J2 League 2019

### Localisation des clubs
| \| Clubs du Grand Tokyo · FC Tokyo (Tokyo) · Kawasaki Frontale (Kanagawa) · Kashima Antlers (Ibaraki) · Urawa Red Diamonds (Saitama) · Shonan Bellmare (Kanagawa) · Kashiwa Reysol (Chiba) · Yokohama F. Marinos (Kanagawa) · Yokohama FC (Kanagawa) Grand Tokyo Cerezo Osaka Sanfrecce Hiroshima Gamba Osaka Vissel Kobe Oita Trinita Hokkaido Consadole Sapporo Vegalta Sendai Shimizu S-Pulse Nagoya Grampus Sagan Tosu \| Localisation des clubs engagés dans le championnat. |
| Clubs du Grand Tokyo · FC Tokyo (Tokyo) · Kawasaki Frontale (Kanagawa) · Kashima Antlers (Ibaraki) · Urawa Red Diamonds (Saitama) · Shonan Bellmare (Kanagawa) · Kashiwa Reysol (Chiba) · Yokohama F. Marinos (Kanagawa) · Yokohama FC (Kanagawa) Grand Tokyo Cerezo Osaka Sanfrecce Hiroshima Gamba Osaka Vissel Kobe Oita Trinita Hokkaido Consadole Sapporo Vegalta Sendai Shimizu S-Pulse Nagoya Grampus Sagan Tosu                                                           |

| Clubs du Grand Tokyo · FC Tokyo (Tokyo) · Kawasaki Frontale (Kanagawa) · Kashima Antlers (Ibaraki) · Urawa Red Diamonds (Saitama) · Shonan Bellmare (Kanagawa) · Kashiwa Reysol (Chiba) · Yokohama F. Marinos (Kanagawa) · Yokohama FC (Kanagawa) Grand Tokyo Cerezo Osaka Sanfrecce Hiroshima Gamba Osaka Vissel Kobe Oita Trinita Hokkaido Consadole Sapporo Vegalta Sendai Shimizu S-Pulse Nagoya Grampus Sagan Tosu |

## Compétition

### Déroulement
La compétition a une coupure de juillet à août pour ne pas heurter l'organisation des Jeux olympiques d'été 2020 qui se déroulent au Japon. Le 25 février, la Ligue annonce l'annulation de tous les matchs jusqu'au 15 mars en raison de la pandémie de Covid-19. La compétition reprend finalement en juillet 2020 et se termine en décembre, le mois habituel de clôture du championnat.
Le 19 mars, la J.League annonce qu'aucune relégation n'aura lieu pour la saison 2020, la J.League s'étendant à 20 clubs pour la saison 2021, soit deux de plus que le format habituel en comptant les deux promus de J2 League.

### Classement
Source : Standings sur jleague.jp/en
| Rang | Équipe                     | Pts | J  | G  | N  | P  | Bp | Bc | Diff |
| ---- | -------------------------- | --- | -- | -- | -- | -- | -- | -- | ---- |
| 1    | Kawasaki Frontale C        | 83  | 34 | 26 | 5  | 3  | 88 | 31 | +57  |
| 2    | Gamba Osaka                | 65  | 34 | 20 | 5  | 9  | 46 | 42 | +4   |
| 3    | Nagoya Grampus             | 63  | 34 | 19 | 6  | 9  | 45 | 28 | +17  |
| 4    | Cerezo Osaka               | 60  | 34 | 18 | 6  | 10 | 46 | 37 | +9   |
| 5    | Kashima Antlers            | 59  | 34 | 18 | 5  | 11 | 55 | 44 | +11  |
| 6    | FC Tokyo L                 | 57  | 34 | 17 | 6  | 11 | 47 | 42 | +5   |
| 7    | Kashiwa Reysol P           | 52  | 34 | 15 | 7  | 12 | 60 | 46 | +14  |
| 8    | Sanfrecce Hiroshima        | 48  | 34 | 13 | 9  | 12 | 46 | 37 | +9   |
| 9    | Yokohama F. Marinos T      | 47  | 34 | 14 | 5  | 15 | 69 | 59 | +10  |
| 10   | Urawa Red Diamonds         | 46  | 34 | 13 | 7  | 14 | 43 | 56 | -13  |
| 11   | Oita Trinita               | 43  | 34 | 11 | 10 | 13 | 36 | 45 | -9   |
| 12   | Hokkaido Consadole Sapporo | 39  | 34 | 10 | 9  | 15 | 47 | 58 | -11  |
| 13   | Sagan Tosu                 | 36  | 34 | 7  | 15 | 12 | 37 | 43 | -6   |
| 14   | Vissel Kobe S              | 36  | 34 | 9  | 9  | 16 | 50 | 59 | -9   |
| 15   | Yokohama FC P              | 33  | 34 | 9  | 6  | 19 | 38 | 60 | -22  |
| 16   | Shimizu S-Pulse            | 28  | 34 | 7  | 7  | 20 | 48 | 70 | -22  |
| 17   | Vegalta Sendai             | 28  | 34 | 6  | 10 | 18 | 36 | 61 | -25  |
| 18   | Shonan Bellmare            | 27  | 34 | 6  | 9  | 19 | 29 | 48 | -19  |

|  | Qualification pour la Ligue des champions de l'AFC 2021 |
|  | Qualification pour le tour préliminaire de la Ligue des champions de l'AFC 2021                                                                                          |
|  | T : Tenant du titre C : Vainqueur de la Coupe de l'Empereur 2020 L : Vainqueur de la Coupe de la Ligue 2020 S : Vainqueur de la Supercoupe du Japon 2020 P : Promu de D2 |

### Résultats
Le tableau suivant récapitule les résultats « aller » et « retour » du championnat :
| Résultats (▼dom., ►ext.)                                   | BEL | HIR | KASA | KASR | KAW | KOB | NAG | OIT | COSA | GASA | SAP | FCT | TOS | SEN | SHI | URA | YFC | YOK |
| Shonan Bellmare                                            |     | 1-1 | 1-0  | 3-2  | 0-1 | 1-1 | 0-1 | 1-2 | 0-1  | 1-2  | 0-0 | 0-1 | 0-0 | 0-1 | 0-3 | 2-3 | 1-0 | 1-0 |
| Sanfrecce Hiroshima                                        | 1-0 |     | 3-0  | 0-1  | 0-2 | 2-1 | 2-0 | 1-2 | 1-2  | 1-2  | 2-2 | 3-3 | 3-0 | 1-1 | 4-1 | 1-1 | 1-1 | 3-1 |
| Kashima Antlers                                            | 1-0 | 1-0 |      | 1-4  | 1-1 | 2-2 | 0-2 | 0-2 | 1-1  | 1-1  | 0-2 | 2-2 | 2-0 | 2-1 | 2-0 | 4-0 | 3-2 | 4-2 |
| Kashiwa Reysol                                             | 3-2 | 1-1 | 2-3  |      | 2-3 | 4-3 | 0-1 | 1-1 | 1-3  | 3-0  | 4-2 | 0-1 | 1-2 | 5-1 | 0-0 | 1-1 | 1-3 | 1-3 |
| Kawasaki Frontale                                          | 3-1 | 5-1 | 2-1  | 3-1  |     | 3-2 | 3-0 | 2-0 | 5-2  | 5-0  | 0-2 | 2-1 | 0-0 | 1-0 | 5-0 | 3-1 | 3-2 | 3-1 |
| Vissel Kobe                                                | 0-2 | 0-3 | 1-3  | 2-3  | 2-2 |     | 1-0 | 1-1 | 0-1  | 0-2  | 4-0 | 2-2 | 4-3 | 1-2 | 3-1 | 0-1 | 1-1 | 3-3 |
| Nagoya Grampus                                             | 3-1 | 1-0 | 1-3  | 0-1  | 1-0 | 2-1 |     | 0-0 | 1-0  | 2-2  | 3-0 | 1-0 | 1-0 | 1-0 | 3-1 | 6-2 | 0-0 | 2-1 |
| Oita Trinita                                               | 2-2 | 0-2 | 1-4  | 0-0  | 1-0 | 1-1 | 0-3 |     | 0-1  | 0-1  | 1-1 | 0-1 | 2-0 | 0-2 | 2-1 | 0-0 | 1-0 | 1-0 |
| Cerezo Osaka                                               | 1-0 | 0-1 | 1-2  | 0-0  | 1-3 | 0-0 | 0-2 | 1-0 |      | 1-1  | 2-0 | 0-0 | 1-2 | 2-1 | 2-0 | 3-0 | 1-0 | 4-1 |
| Gamba Osaka                                                | 0-1 | 1-0 | 2-0  | 2-1  | 0-1 | 1-0 | 2-1 | 2-1 | 1-2  |      | 2-1 | 1-3 | 1-1 | 0-4 | 0-2 | 1-3 | 2-1 | 1-1 |
| Hokkaido Sapporo                                           | 2-1 | 0-2 | 1-0  | 0-1  | 1-6 | 2-3 | 0-0 | 1-1 | 1-3  | 0-1  |     | 1-1 | 1-1 | 3-3 | 5-1 | 3-4 | 3-0 | 3-1 |
| FC Tokyo                                                   | 3-0 | 1-0 | 1-2  | 1-3  | 0-4 | 1-0 | 1-0 | 2-3 | 2-0  | 0-1  | 1-0 |     | 2-3 | 1-0 | 3-1 | 2-0 | 2-1 | 0-4 |
| Sagan Tosu                                                 | 2-2 | 0-0 | 0-2  | 2-1  | 1-1 | 0-1 | 0-0 | 2-2 | 1-1  | 1-2  | 0-2 | 3-0 |     | 0-1 | 1-1 | 0-1 | 3-0 | 1-3 |
| Vegalta Sendai                                             | 0-0 | 0-0 | 1-3  | 0-2  | 2-3 | 2-3 | 1-1 | 0-3 | 2-3  | 1-4  | 2-2 | 2-2 | 0-3 |     | 0-0 | 1-2 | 0-0 | 0-1 |
| Shimizu S-Pulse                                            | 1-1 | 2-3 | 1-2  | 1-2  | 2-2 | 3-1 | 1-2 | 4-2 | 3-1  | 1-2  | 3-1 | 1-3 | 1-1 | 2-3 |     | 1-2 | 2-3 | 3-4 |
| Urawa Red Diamonds                                         | 0-0 | 1-0 | 1-0  | 0-4  | 0-3 | 1-2 | 0-1 | 2-1 | 3-1  | 1-2  | 0-2 | 0-1 | 2-2 | 6-0 | 1-1 |     | 0-2 | 0-0 |
| Yokohama FC                                                | 4-2 | 0-2 | 1-0  | 0-3  | 1-5 | 2-1 | 3-2 | 2-3 | 1-2  | 0-2  | 1-2 | 1-0 | 1-1 | 1-1 | 1-3 | 0-2 |     | 3-1 |
| Yokohama F. Marinos                                        | 3-2 | 3-1 | 2-3  | 1-1  | 1-3 | 2-3 | 2-1 | 4-0 | 1-2  | 1-2  | 4-1 | 1-3 | 1-1 | 3-1 | 3-0 | 6-2 | 4-0 |     |
| - Victoire à domicile - Match nul - Victoire à l'extérieur |     |     |      |      |     |     |     |     |      |      |     |     |     |     |     |     |     |     |

## Statistiques

### Meilleurs buteurs
|                    | Buteur          | Club                | Buts | Pen. | MJ | BM%  | Min.  | M/b |
| ------------------ | --------------- | ------------------- | ---- | ---- | -- | ---- | ----- | --- |
| Médaille d'or      | Michael Olunga  | Kashiwa Reysol      | 28   | 1    | 32 | 0,88 | 2 732 | 97  |
| Médaille d'argent  | Everaldo        | Kashima Antlers     | 18   | 1    | 33 | 0,55 | 2 653 | 147 |
| Médaille de bronze | Leandro Pereira | Sanfrecce Hiroshima | 15   | 0    | 26 | 0,58 | 1 832 | 122 |
| 4                  | Yu Kobayashi    | Kawasaki Frontale   | 14   | 3    | 27 | 0,52 | 1 315 | 93  |
| 5                  | Júnior Santos   | Yokohama F. Marinos | 13   | 0    | 22 | 0,52 | 1 481 | 113 |
| 5                  | Kaoru Mitoma    | Kawasaki Frontale   | 13   | 0    | 30 | 0,43 | 1 594 | 122 |
| 5                  | Leandro Damião  | Kawasaki Frontale   | 13   | 1    | 34 | 0,38 | 1 787 | 137 |
| 5                  | Erik            | Yokohama F. Marinos | 13   | 0    | 29 | 0,45 | 1 803 | 138 |
| 9                  | Kyogo Furuhashi | Vissel Kobe         | 12   | 0    | 30 | 0,40 | 2 202 | 183 |
| 10                 | Leonardo        | Urawa Red Diamonds  | 11   | 2    | 28 | 0,39 | 1 804 | 164 |
| 10                 | Marcos Júnior   | Yokohama F. Marinos | 11   | 1    | 28 | 0,39 | 1 856 | 168 |
| 10                 | Akihiro Ienaga  | Kawasaki Frontale   | 11   | 3    | 29 | 0,38 | 2 123 | 193 |
| 13                 | Ayase Ueda      | Kashima Antlers     | 10   | 0    | 26 | 0,38 | 1 148 | 114 |
| 13                 | Shinzo Koroki   | Urawa Red Diamonds  | 10   | 3    | 30 | 0,33 | 1 955 | 195 |
| 13                 | Carlinhos       | Shimizu S-Pulse     | 10   | 0    | 29 | 0,34 | 2 325 | 232 |

| Source : Classement des meilleurs buteurs sur Soccerway et J.LEAGUE.JP Légende Pen. : Nombre de pénaltys MJ : Nombre de matchs joués BM% : Ratio de buts par match Min. : Temps de jeu total en minutes M/b : Moyenne de minutes par but |

### Meilleurs passeurs
|                    | Passeur            | Club                | Pas. | MJ | PM%  | Min.  |
| ------------------ | ------------------ | ------------------- | ---- | -- | ---- | ----- |
| Médaille d'or      | Kaoru Mitoma       | Kawasaki Frontale   | 12   | 30 | 0,40 | 1 594 |
| Médaille d'argent  | Kota Mizunuma      | Yokohama F. Marinos | 10   | 25 | 0,40 | 1 108 |
| Médaille d'argent  | Kenta Nishizawa    | Shimizu S-Pulse     | 10   | 34 | 0,29 | 2 425 |
| Médaille d'argent  | Ataru Esaka        | Kashiwa Reysol      | 10   | 32 | 0,31 | 2 691 |
| Médaille de bronze | Hiroshi Kiyotake   | Cerezo Osaka        | 8    | 33 | 0,24 | 2 530 |
| Médaille de bronze | Tatsuhiro Sakamoto | Cerezo Osaka        | 8    | 33 | 0,24 | 2 753 |
| Médaille de bronze | Mateus             | Nagoya Grampus      | 8    | 34 | 0,24 | 2 916 |
| 8                  | Lucas Fernandes    | Consadole Sapporo   | 7    | 31 | 0,23 | 2 306 |
| 9                  | Teruhito Nakagawa  | Yokohama F. Marinos | 6    | 18 | 0,33 | 939   |
| 9                  | Cristiano          | Kashiwa Reysol      | 6    | 15 | 0,40 | 1 274 |
| 9                  | Yasuto Wakizaka    | Kawasaki Frontale   | 6    | 31 | 0,19 | 1 641 |
| 9                  | Masatoshi Mihara   | Kashiwa Reysol      | 6    | 29 | 0,21 | 1 917 |
| 9                  | Andrés Iniesta     | Vissel Kobe         | 6    | 26 | 0,23 | 1 998 |
| 9                  | Juan Alano         | Kashima Antlers     | 6    | 30 | 0,20 | 2 014 |
| 9                  | Kyohei Noborizato  | Kawasaki Frontale   | 6    | 29 | 0,20 | 2 293 |
| 9                  | Gōtoku Sakai       | Vissel Kobe         | 6    | 32 | 0,19 | 2 511 |
| 9                  | Miki Yamane        | Kawasaki Frontale   | 6    | 31 | 0,19 | 2 739 |

| Source : Classement des passeurs sur Soccerway Légende Pas. : Nombre de passes décisives délivrées MJ : Nombre de matchs joués PM% : Ratio de passes décisives par match Min. : Temps de jeu total en minutes |

## Parcours continental des clubs
Le parcours des clubs japonais en Ligue des champions de l'AFC est important puisqu'il détermine le coefficient AFC japonais, et donc le nombre de clubs japonais présents dans la compétition les années suivantes.
| Club                | Compétition         | Résultat           | Ultime(s) adversaire(s) |
| ------------------- | ------------------- | ------------------ | ----------------------- |
| Yokohama F. Marinos | Ligue des champions | 1/8 de finale      | Suwon Samsung Bluewings |
| Vissel Kobe         | Ligue des champions | Demi-finale        | Ulsan Hyundai           |
| FC Tokyo            | Ligue des champions | 1/8 de finale      | Beijing FC              |
| Kashima Antlers     | Ligue des champions | Éliminé au barrage | Melbourne Victory       |

## Récompenses individuelles

### Joueur du mois
| Mois            | Vainqueur         | Vainqueur           | Réf.   |
| Mois            | Joueur            | Club                | Réf.   |
| --------------- | ----------------- | ------------------- | ------ |
| Février/juillet | Akihiro Ienaga    | Kawasaki Frontale   | [ 5 ]  |
| Août            | Michael Olunga    | Kashiwa Reysol      | [ 6 ]  |
| Septembre       | Erik              | Yokohama F. Marinos | [ 7 ]  |
| Octobre         | Yosuke Ideguchi   | Gamba Osaka         | [ 8 ]  |
| Novembre        | Everaldo          | Kashima Antlers     | [ 9 ]  |
| Décembre        | Mitchell Langerak | Nagoya Grampus      | [ 10 ] |

### J.League Awards
Au mois de décembre 2020, la cérémonie des J.League Awards dévoile le MVP, ou meilleur joueur, de la saison, ainsi que l'équipe-type, entre autres récompenses. Michael Olunga, attaquant du Kashiwa Reysol et meilleur buteur du championnat avec 28 réalisations, est récompensé du titre de MVP. Il devient ainsi le premier joueur africain à recevoir cette récompense. Ayumu Seko, défenseur du Cerezo Osaka, est nommé Meilleur jeune. Le milieu du Vissel Kobe, Hotaru Yamaguchi, reçoit le trophée individuel du Fair-play tandis que Mitsuki Saito, milieu du Shonan Bellmare, est récompensé du But de l'année.
| J.League Awards | J.League Awards  | J.League Awards |
|                 | Joueur           | Club            |
| --------------- | ---------------- | --------------- |
| Meilleur joueur | Michael Olunga   | Kashiwa Reysol  |
| Meilleur jeune  | Ayumu Seko       | Cerezo Osaka    |
| Fair-play       | Hotaru Yamaguchi | Vissel Kobe     |
| But de l'année  | Mitsuki Saito    | Shonan Bellmare |

L'équipe-type de la saison est composée de neuf joueurs du Kawasaki Frontale, équipe championne. Kaoru Mitoma, auteur de treize buts et meilleur passeur de l'édition avec douze passes, récolte le plus grand nombre de votes, devançant Michael Olunga.
| Gardien                             | Défenseurs | Milieux | Attaquants                                                 |
| ----------------------------------- | --- | --- | ---------------------------------------------------------- |
| Jung Sung-ryong (Kawasaki Frontale) | Jesiel (Kawasaki Frontale) Shōgo Taniguchi (Kawasaki Frontale) Kyohei Noborizato (Kawasaki Frontale) Miki Yamane (Kawasaki Frontale) | Akihiro Ienaga (Kawasaki Frontale) Ao Tanaka (Kawasaki Frontale) Hidemasa Morita (Kawasaki Frontale) Kaoru Mitoma (Kawasaki Frontale) | Michael Olunga (Kashiwa Reysol) Everaldo (Kashima Antlers) |